# Tony Douglas
Anthony Douglas, conosciuto anche con il diminutivo Tony (Point Fortin, 16 agosto 1952), è un ex calciatore trinidadiano, di ruolo centrocampista.

## Carriera

### Club
Nella stagione 1974 viene ingaggiato dagli statunitensi del L.A. Aztecs, neonata franchigia della NASL, con cui, dopo aver vinto la Western Division, giunge a disputare la finale del torneo, giocata da titolare e vinta ai rigori contro i Miami Toros.
La stagione seguente il cammino con gli Aztecs si ferma ai quarti di finale dei play off.
Nel 1976 passa ai S.J. Earthquakes, franchigia dal quale fu però ceduto a breve alla franchigia dell'American Soccer League degli Utah Golden Spikers, divenuti poi nel corso della stagione Utah Pioneers. Con i Pioneers raggiunge le semifinali di divisione, venendo eliminato con i suoi dai Tacoma Tides.
Nel 1977 passa ai California Sunshine, sempre dell'American Soccer League. Con i californiani giocò sino all'anno seguente, ottenendo come miglior risultato il raggiungimento delle finali di divisione perse contro i L.A. Skyhawks, nella ASL 1978.

### Nazionale
Douglas giocò con la nazionale di calcio di Trinidad e Tobago almeno sette incontri tra il 1973 ed il 1976, segnando anche una rete contro Nazionale di calcio di Barbados il 31 agosto 1976.

## Statistiche

### Cronologia presenze e reti in Nazionale
| Cronologia completa delle presenze e delle reti in nazionale ― Trinidad e Tobago | Cronologia completa delle presenze e delle reti in nazionale ― Trinidad e Tobago | Cronologia completa delle presenze e delle reti in nazionale ― Trinidad e Tobago | Cronologia completa delle presenze e delle reti in nazionale ― Trinidad e Tobago | Cronologia completa delle presenze e delle reti in nazionale ― Trinidad e Tobago | Cronologia completa delle presenze e delle reti in nazionale ― Trinidad e Tobago | Cronologia completa delle presenze e delle reti in nazionale ― Trinidad e Tobago | Cronologia completa delle presenze e delle reti in nazionale ― Trinidad e Tobago |
| Data                                                                             | Città                                                                            | In casa                                                                          | Risultato                                                                        | Ospiti                                                                           | Competizione                                                                     | Reti                                                                             | Note                                                                             |
| -------------------------------------------------------------------------------- | -------------------------------------------------------------------------------- | -------------------------------------------------------------------------------- | -------------------------------------------------------------------------------- | -------------------------------------------------------------------------------- | -------------------------------------------------------------------------------- | -------------------------------------------------------------------------------- | -------------------------------------------------------------------------------- |
| 4-12-1973                                                                        | Port-au-Prince                                                                   | Haiti                                                                            | 2 – 1                                                                            | Trinidad e Tobago                                                                | Campionato CONCACAF 1973                                                         | -                                                                                |                                                                                  |
| 10-12-1973                                                                       | Port-au-Prince                                                                   | Trinidad e Tobago                                                                | 1 – 0                                                                            | Guatemala                                                                        | Campionato CONCACAF 1973                                                         | -                                                                                |                                                                                  |
| 14-12-1973                                                                       | Port-au-Prince                                                                   | Trinidad e Tobago                                                                | 4 – 0                                                                            | Messico                                                                          | Campionato CONCACAF 1973                                                         | -                                                                                |                                                                                  |
| 17-12-1973                                                                       | Port-au-Prince                                                                   | Trinidad e Tobago                                                                | 4 – 0                                                                            | Antille Olandesi                                                                 | Campionato CONCACAF 1973                                                         | -                                                                                |                                                                                  |
| 31-8-1976                                                                        | Port of Spain                                                                    | Trinidad e Tobago                                                                | 1 – 0                                                                            | Barbados                                                                         | Qual. Campionato CONCACAF 1977                                                   | 1                                                                                |                                                                                  |
| 14-9-1976                                                                        | Bridgetown                                                                       | Barbados                                                                         | 1 – 3                                                                            | Trinidad e Tobago                                                                | Qual. Campionato CONCACAF 1977                                                   | -                                                                                |                                                                                  |
| 18-12-1976                                                                       | Caienna                                                                          | Suriname                                                                         | 3 – 2                                                                            | Trinidad e Tobago                                                                | Qual. Campionato CONCACAF 1977                                                   | -                                                                                |                                                                                  |
| Totale                                                                           |                                                                                  | Presenze                                                                         | 7                                                                                |                                                                                  | Reti                                                                             | 1                                                                                |                                                                                  |

## Palmarès
- Campionato NASL: 1

Los Angeles Aztecs: 1974